# Янктон (округ)
Округ Янктон (англ. Yankton County) располагается в штате Южная Дакота, США. Официально образован в 1862 году. По состоянию на 2010 год, численность населения составляла 22 438 человека.

## География
По данным Бюро переписи США, общая площадь округа равняется 1380,471 км2, из которых 1351,981 км2 суша и 11,000 км2 или 2,080 % это водоёмы.

## Население
По данным переписи населения 2000 года в округе проживает 21 652 жителей в составе 8 187 домашних хозяйств и 5 403 семей. Плотность населения составляет 16,00 человек на км2. На территории округа насчитывается 8 840 жилых строений, при плотности застройки около 7,00-ми строений на км2. Расовый состав населения: белые — 95,10 %, афроамериканцы — 1,16 %, коренные американцы (индейцы) — 1,63 %, азиаты — 0,42 %, гавайцы — 0,02 %, представители других рас — 0,74 %, представители двух или более рас — 0,91 %. Испаноязычные составляли 1,82 % населения независимо от расы.
В составе 33,00 % из общего числа домашних хозяйств проживают дети в возрасте до 18 лет, 54,40 % домашних хозяйств представляют собой супружеские пары проживающие вместе, 8,30 % домашних хозяйств представляют собой одиноких женщин без супруга, 34,00 % домашних хозяйств не имеют отношения к семьям, 29,30 % домашних хозяйств состоят из одного человека, 12,00 % домашних хозяйств состоят из престарелых (65 лет и старше), проживающих в одиночестве. Средний размер домашнего хозяйства составляет 2,43 человека, и средний размер семьи 3,03 человека.
Возрастной состав округа: 25,70 % моложе 18 лет, 8,70 % от 18 до 24, 29,00 % от 25 до 44, 22,00 % от 45 до 64 и 22,00 % от 65 и старше. Средний возраст жителя округа 37 лет. На каждые 100 женщин приходится 101,90 мужчин. На каждые 100 женщин старше 18 лет приходится 101,30 мужчин.
Средний доход на домохозяйство в округе составлял 35 374 USD, на семью — 43 600 USD. Среднестатистический заработок мужчины был 29 010 USD против 20 686 USD для женщины. Доход на душу населения составлял 17 312 USD. Около 6,60 % семей и 9,60 % общего населения находились ниже черты бедности, в том числе — 10,00 % молодежи (тех, кому ещё не исполнилось 18 лет) и 9,00 % тех, кому было уже больше 65 лет.